# Kalinga ornata
Kalinga ornata Alder & Hancock, 1864 è un mollusco nudibranchio della famiglia Polyceridae; è l'unica specie del genere Kalinga e della sottofamiglia Kalinginae.